# Blank slamfluga
Blank slamfluga (Eristalis rupium) är en tvåvingeart som beskrevs av Fabricius 1805. Blank slamfluga ingår i släktet slamflugor, och familjen blomflugor. Arten är reproducerande i Sverige. Inga underarter finns listade i Catalogue of Life.

## Bildgalleri

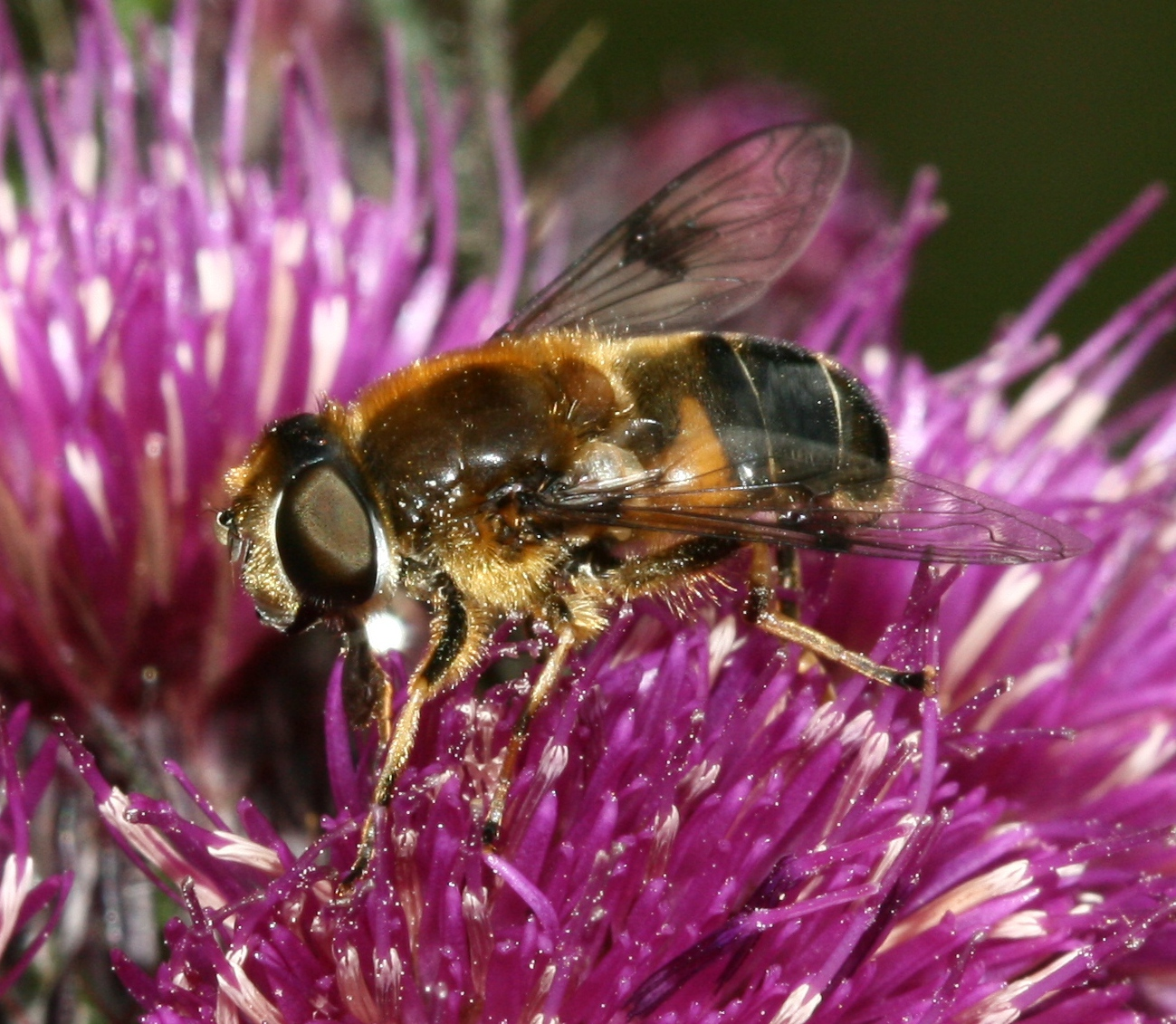
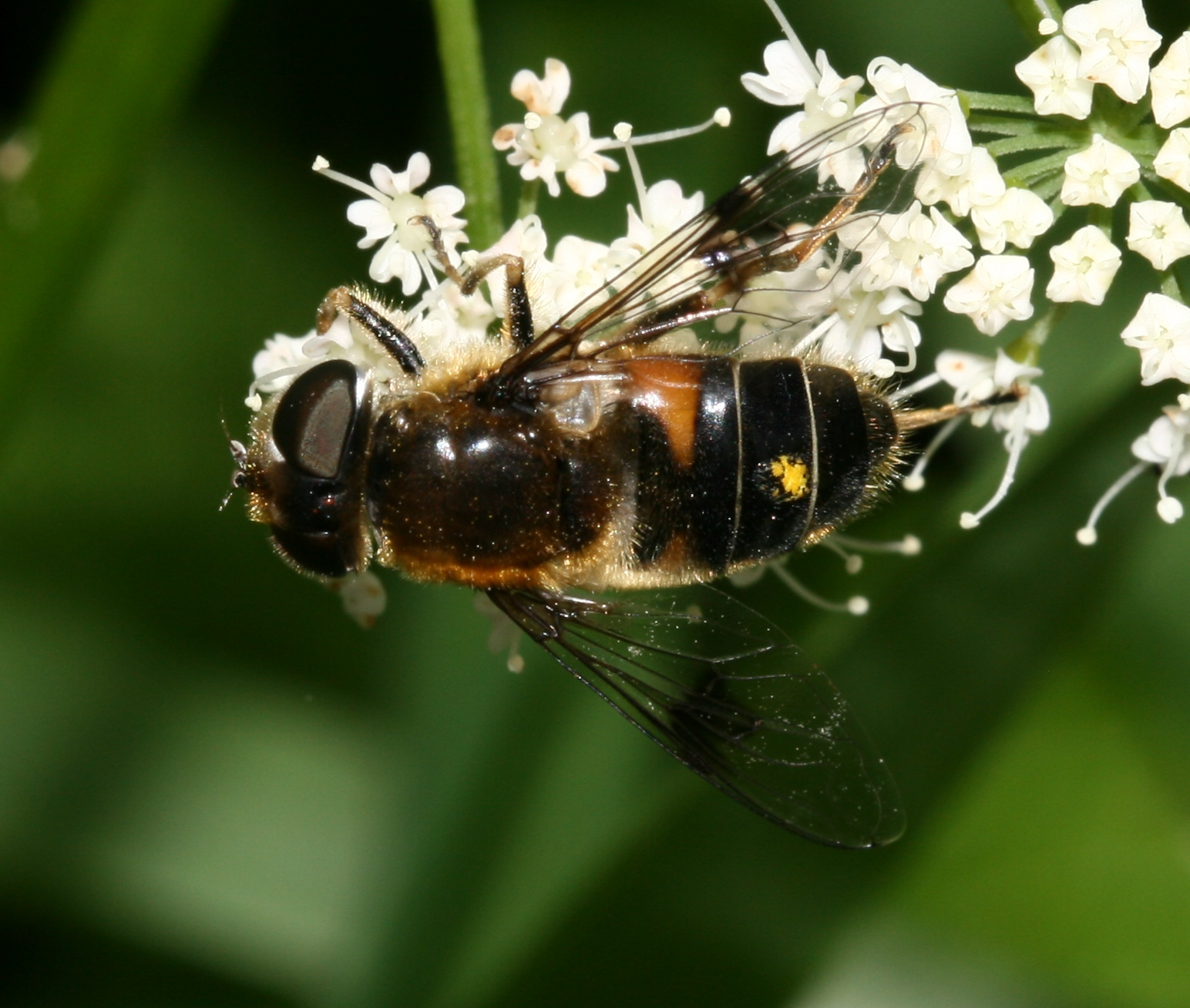
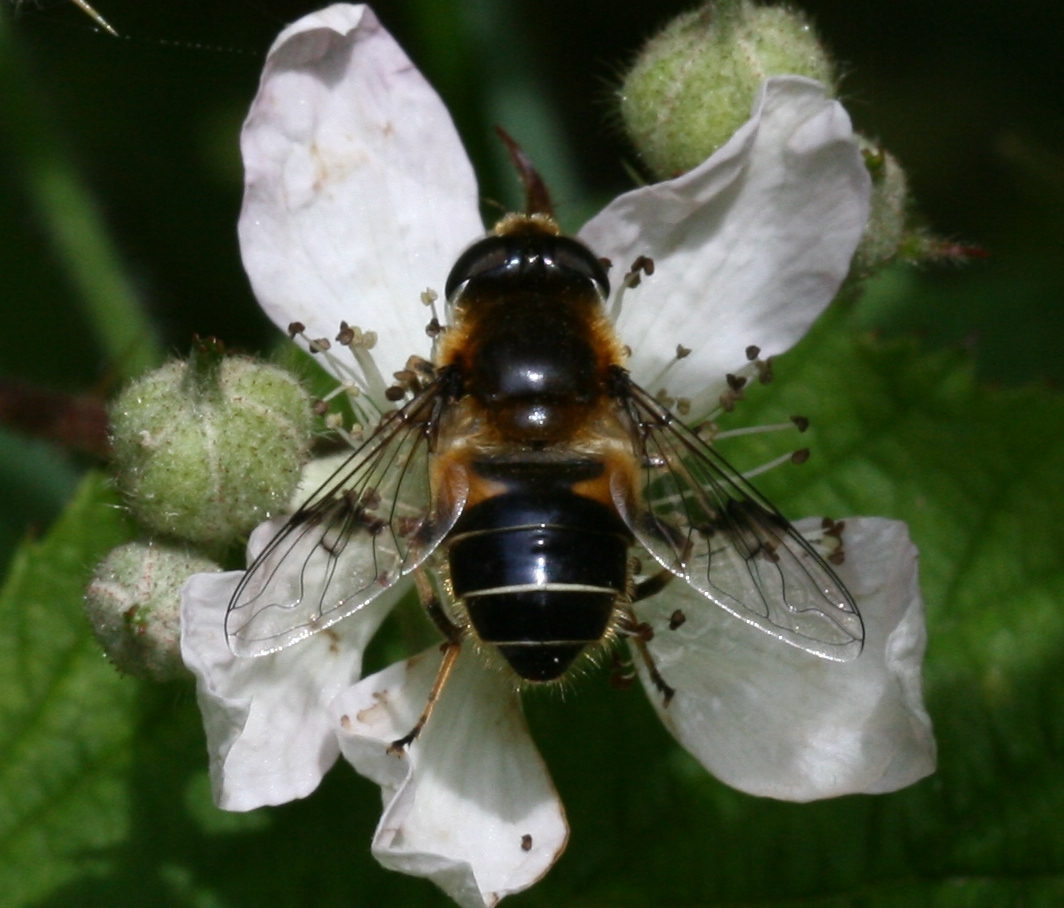
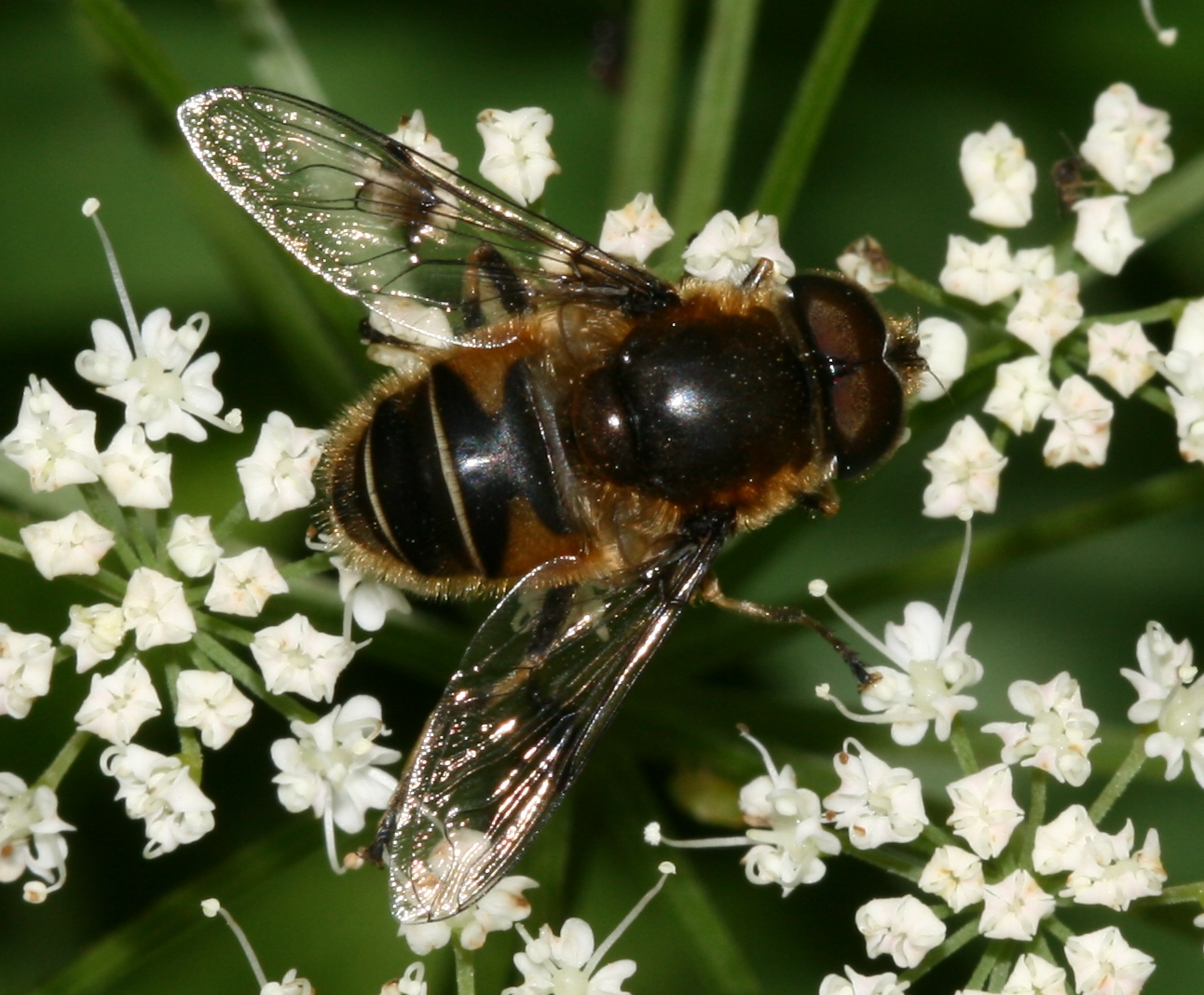
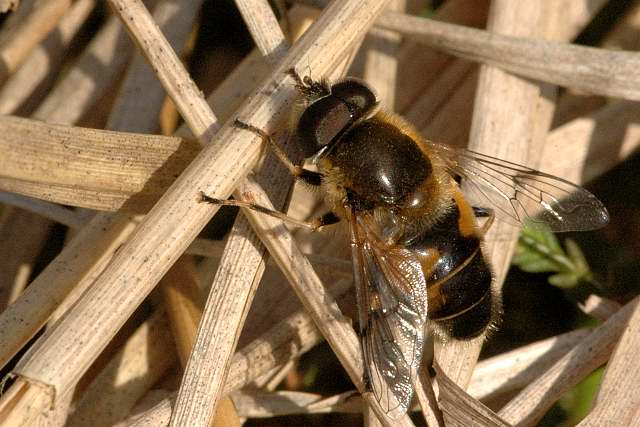
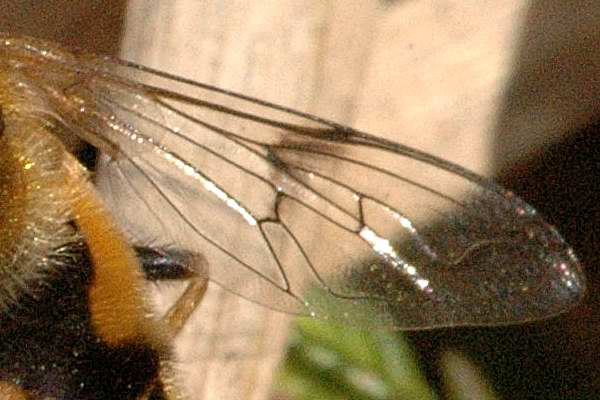